# Giáo hoàng Lêô VI
Lêô VI (Latinh: Leo VI) là vị giáo hoàng thứ 123 của Giáo hội Công giáo.
Theo niên giám tòa thánh năm 1806 thì ông đắc cử Giáo hoàng vào năm 928 và ở ngôi Giáo hoàng trong 7 tháng 5 ngày. Niên giám tòa thánh năm 2003 xác định triều đại của ông kéo dài từ tháng 5 năm 928 tới tháng 12 năm 928.
Giáo hoàng Leo VI sinh tại Rôma trong dòng họ Sanguigna. Ông được đắc cử do ý muốn của Marozia, con gái của nguyên lão nghị viện Theophilaco.
Trong suốt 7 tháng triều Giáo hoàng, ông dồn sức vào việc thiết lập hoà bình giữa các gia đình Rôma thuộc dòng dõi quý tộc đầy hiếu chiến. Lêô VI sống một đời khiêm nhường và lành thánh.
Ông đã thành công trong cuộc chiến chống lại quân Saracens và quân Hungary tàn bạo. Ông đã chết vì bị ám sát.